# Henry Goüin (1900-1977)
Pour les articles homonymes, voir Henry Goüin.
Pour les autres membres de la famille, voir Famille Goüin.
Henry Goüin, né le 9 mars 1900 à Paris (8e) et mort à Neuilly-sur-Seine le 24 février 1977, est un industriel, mélomane et mécène français, président-fondateur de la Fondation Royaumont, première fondation privée à but culturel voyant le jour en France et ayant été reconnue d'utilité publique.

## Biographie

### Jeunesse et débuts

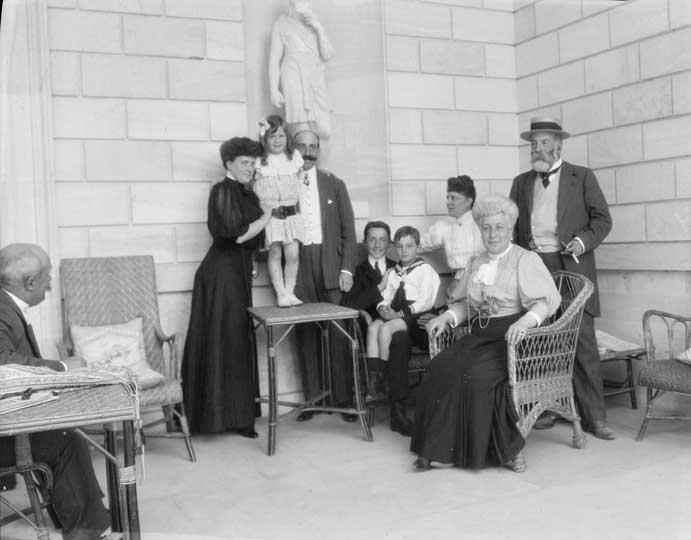
Henry Goüin, âgé de sept ans, assis au centre sur les genoux de son oncle Ernest II, entouré de sa famille, sur le perron du palais abbatial de Royaumont.

Henry Jules Goüin est le fils du financier, industriel et philanthrope Édouard Goüin et de Suzanne du Buit (remariée au comte Louis de Ségur-Lamoignon). Il naît le 9 mars 1900, dans l'hôtel particulier de ses parents, au no 4 de l'avenue Velasquez.
Il suit sa scolarité à l'école Bossuet, au lycée Carnot et au lycée Louis-le-Grand.
Durant la Première Guerre mondiale, tout juste âgé de dix-huit ans, il s'engage volontairement en 1918 dans le 32e régiment d'artillerie, avant de passer au 51e régiment d'artillerie puis sous-lieutenant au 13e régiment d'artillerie. Il est par la suite promu lieutenant puis capitaine.
En 1931, il épouse, en son abbaye de Royaumont, Isabel Lang, d'une famille fortunée d'industriels alsaciens (« Les Fils d'Emanuel Lang »), fille de l'homme d'affaires et mécène Alfred Lang et d'Esther Cahn. Elle est la sœur du pianiste François Lang, ainsi que la nièce de Charles d'Heucqueville et de David David-Weill, chef de la Banque Lazard et grand collectionneur d'art. 
Ils sont les beaux-parents du marquis Georges de Lastic et de Philippe Daudy.

### L'industriel
Il entre en 1922 au conseil d'administration de la Société de construction des Batignolles, fondée par son arrière grand-père Ernest Goüin, où il siège jusqu'en 1968. Il prend aussi la direction, puis la présidence, des Batignolles-Châtillon, et devient administrateur entre autres de la Société des Hauts-Fourneaux, forges et aciéries du Saut-du-Tarn, de la Banque de l'Union européenne industrielle et financière, de la Compagnie des diesels rapides automobiles et de la Société nouvelle des automobiles Unic.
Il s'engage en 1940, est fait prisonnier et est déporté sous l'Occupation. Il reçoit la croix de guerre 39-45. À la Libération, le 24 mai 1945, il est élu à la présidence de la Société de construction des Batignolles, y assurant l'intérim de son oncle Ernest-Georges Goüin.
Il fonde et préside "l'Association des jardins ouvriers des Batignolles" (AJOB) à destination des ouvriers des usines nantaises des Batignolles, avec un concours et un prix annuel.
Il soutient financièrement en 1953 la création de L'Express,, aux côtés d'Antoine Riboud, du comte Charles de Breteuil, de Lucien Rachet, des Gradis,, qui seront suivis par Jean Riboud et la famille Seydoux,. Sa sœur était en effet l'épouse de Jean Gradis, dont le neveu, Henri Gradis, est le beau-frère de Jean-Jacques Servan-Schreiber.
Il est officier de la Légion d'honneur.

### Mélomane et mécène
Mélomane, il fait agrandir et construire, par l'architecte Pierre Barbe, un salon de musique dans son hôtel particulier de l'avenue Milleret-de-Brou en 1932,, et y fait installer un orgue Gonzalez, inauguré par l'organiste André Marchal lors d'une soirée d'inauguration,,,,. Son salon de musique devient l'un des plus prisés de Paris, s'y représentant notamment Nadia Boulanger, Suzanne Peignot, Francis Poulenc, Hermann Scherchen, René Le Roy, Pierre Monteux ou bien Janet Clerk. L'orgue servit également à des enregistrements.
Il est administrateur de La Revue musicale, de la Société internationale pour la musique contemporaine et de la Société des amis du Louvre, délégué du Comité de la musique, et, est nommé directeur de l'Association des Concerts de La Revue musicale en 1935, en remplacement d'Henry Prunières. Il est avec sa mère, la comtesse de Ségur-Lamoignon, associé majoritaire de la Société Rapports Culturels Internationaux (Soracin).
Il devient membre du comité d'honneur des « Amis de la Jeune France » dès sa création en 1938.
Il fut l'un des mécènes du peintre havrais Reynold Arnould, qui réalisera le portrait du couple Gouin .

#### Royaumont

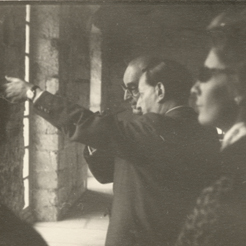
Henry Goüin et André Malraux à Royaumont.

En 1936, Henry Goüin lance les premiers concerts publics à l'abbaye de Royaumont, propriété familiale. Le succès de ceux-ci le pousse à faire de l'ancienne abbaye un centre d'accueil pour artistes : il inaugure ainsi le « Foyer de Royaumont, lieu de travail et de repos pour artistes et intellectuels » le 15 mai 1938, en présence de nombreuses personnalités du monde des arts et des lettres, et crée l'Association du Foyer de l’abbaye de Royaumont cette même année, avec « pour but de favoriser le culte des valeurs intellectuelles, spirituelles et artistiques et de développer les échanges entre intellectuels et artistes de tous pays ». Il entreprend également les travaux nécessaires permettant le confort élémentaire à l'accueil des résidents. La guerre met un terme prématuré à cette première initiative.
Royaumont accueille dans l’immédiat après-guerre des artistes et intellectuels revenus de détention ou de déportation. En 1947, Henry Goüin fait renaître l’ancien Foyer de Royaumont sous l’appellation de Centre culturel international de Royaumont, puis en 1953, de Cercle culturel de Royaumont (sous la direction de Gilbert Gadoffre). II prend le relais des Décades de Pontigny et rachète en 1949 la bibliothèque de Paul Desjardins. Le cercle culturel de Royaumont reçoit le diplôme Prestige de la France de Louis Armand, membre de l'Institut. Goüin se consacre durant toutes ces années à la restauration et embellissement de l'abbaye.
En 1964, il crée, avec l'appui d'André Malraux, la Fondation Royaumont (Goüin-Lang) pour le progrès des Sciences de l'Homme, première fondation privée à but culturel voyant le jour en France et qui devient la première fondation reconnue d’utilité publique (18 janvier 1964) créée en France. Il fait don de l'abbaye de Royaumont et d'un capital à la nouvelle fondation. Il met en place également un système de mécénat collectif pour subvenir aux besoins de la Fondation,, aujourd'hui le Comité Henry Goüin.
Le « Centre Royaumont pour une Science de l'Homme », association internationale de chercheurs émérites présidée par Jacques Monod, est créé en 1972, avant d'être rattaché à l'École pratique des hautes études en 1974.
En parlant de Royaumont, il disait : « c'est ma danseuse, mon yacht et mes chevaux de course tout à la fois ».
Il était membre de l'Automobile Club de France, du Cercle de l'Union interalliée, de la Société historique et archéologique de Pontoise, du Val-d'Oise et du Vexin et de la Société française d'archéologie.

##### Postérité

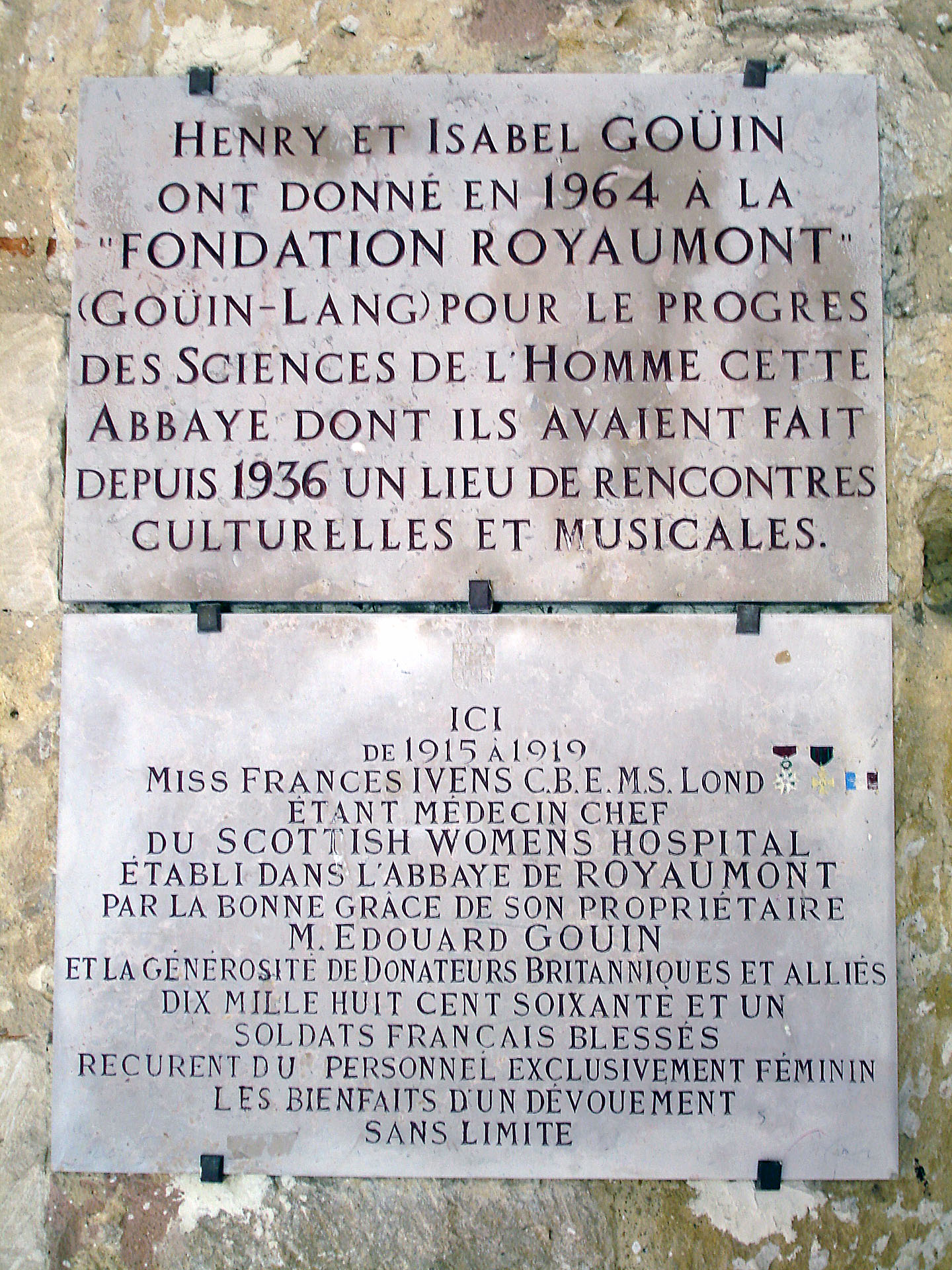
Plaques commémoratives, à Royaumont.

En décembre 2003, Jérôme Chartier relance le cycle des Entretiens de Royaumont qui avait disparu au début des années 1960, pour en faire le rendez-vous annuel de la réflexion politique française.

## Œuvres
- Abbaye de Royaumont : histoire et guide (1917)
- L'Abbaye de Royaumont. Ouvrage illustré de 41 gravures et 1 plan (1932)
- L'abbaye de Royaumont (1964, 1967, 1985)
- Royaumont : Mons Regalis (éditions du Valhermeil, 1990)

## Pour approfondir